# تشيما (لاعب كرة قدم إسباني)
تشيما (بالإسبانية: José Manuel Núñez Martín)‏ (16 يونيو 1997 في إسبانيا - ) هو لاعب كرة قدم إسباني في مركز جناح ‏. لعب مع نادي ألميريا.

## وصلات خارجية
- تشيما (لاعب كرة قدم إسباني) على موقع Soccerway.com (الإنجليزية)